# قطعنامه ۱۷۲۳ شورای امنیت
قطعنامه  ۱۷۲۳ شورای امنیت سازمان ملل متحد که در تاریخ ۲۸ نوامبر ۲۰۰۶ تصویب شد، سندی بین‌المللی دربارهٔ بررسی وضعیت در مورد عراق است. این قطعنامه طی نشست ۵۵۷۴ام با ۱۵ رای موافق، ۰ مخالف و ۰ ممتنع تصویب شد.